# Wilhelm Crecelius (Historiker)

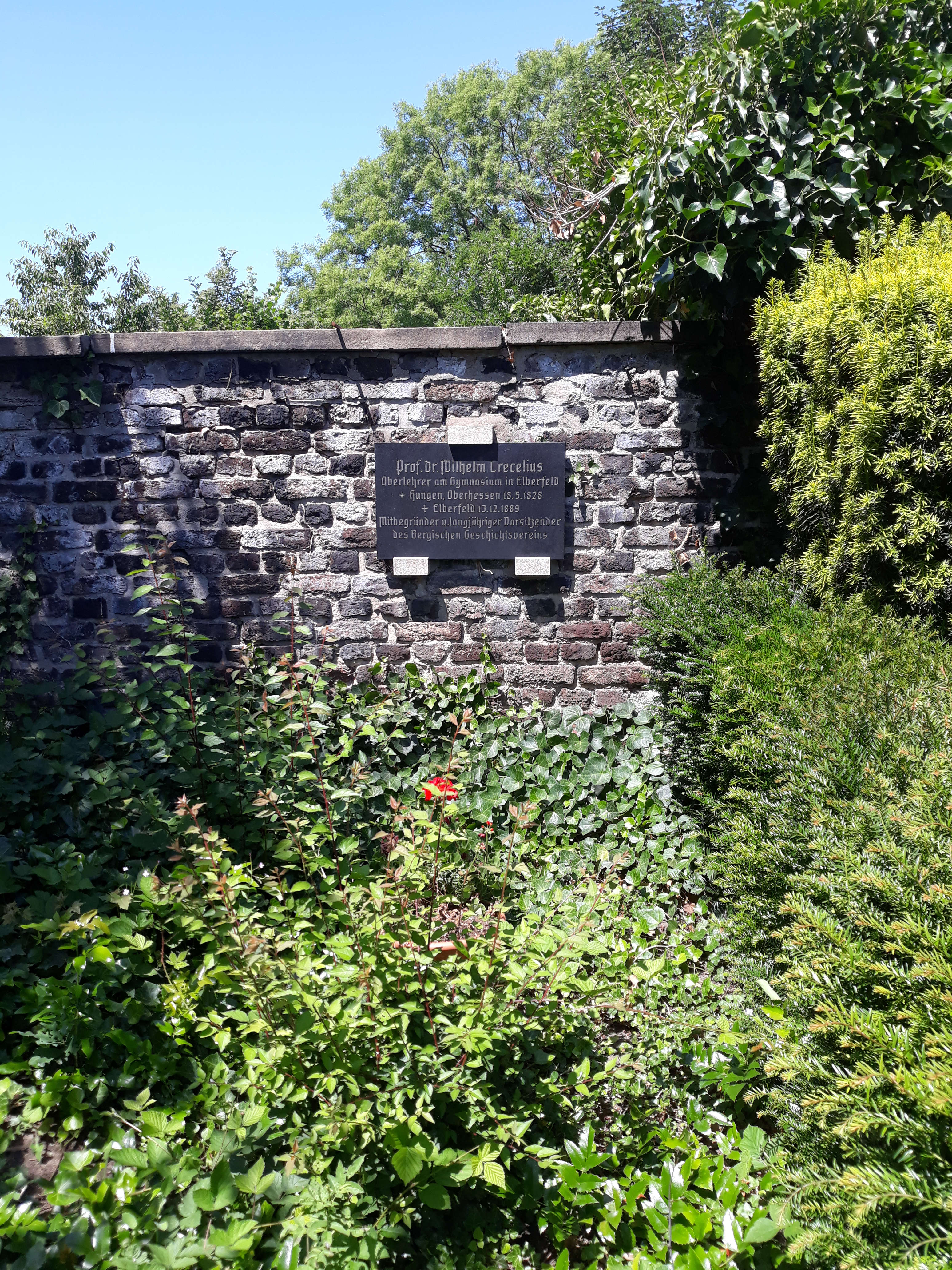
Das Grab von Wilhelm Crecelius auf dem Lutherischen Friedhof Hochstraße in Wuppertal-Elberfeld.

Wilhelm Crecelius (* 18. Mai 1828 in Hungen; † 13. Dezember 1889 in Elberfeld) war ein deutscher Gymnasiallehrer und Historiker. Er beschäftigte sich mit der Geschichte des Bergischen Landes und der niederdeutschen Sprachforschung.
Von 1854 bis 1856 arbeitete er als Lehrer an der Blockmann’schen Erziehungsanstalt in Dresden.
Er war ab 1863, anfangs gemeinsam mit dem Gymnasialdirektor Karl Wilhelm Bouterwek, nach dessen Tod 1868 alleiniger Herausgeber der Zeitschrift des Bergischen Geschichtsvereins, eines Reihenwerkes des Bergischen Geschichtsvereins, in dem er weitere Funktionen übernommen hatte. Die in Erinnerung an die Verdienste des Pädagogen und Geschichtswissenschaftlers so benannte Crecelius-Medaille ist die höchste Auszeichnung, die der Bergische Geschichtsverein verleiht.

## Schriften (Auswahl)
- Die sieben freien Künste. In: AnzfKdVz. Neue Folge 4, 1856, Nr. 9, Sp. 273 f. und 303–305.